# بیمارستان بارنز-جوییش

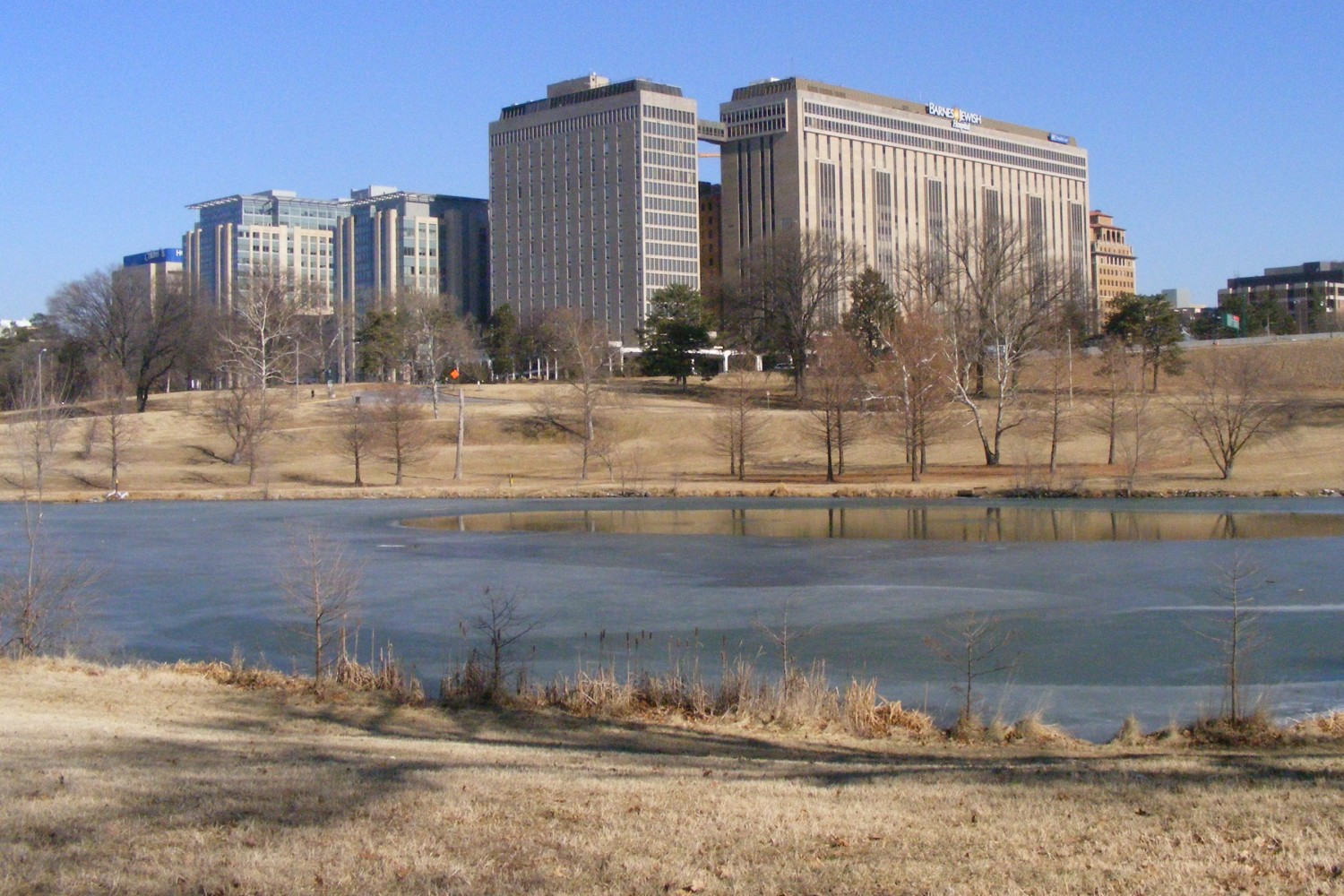

بیمارستان بارنز-جوییش یا بیمارستان یهودیان بارنز (به انگلیسی: Barnes-Jewish Hospital) تأسیس ۱۹۰۲ میلادی، نام یک مرکز درمانی مهم در منطقه جنوب ایالت ایلینوی و شرق میزوری در آمریکا است.
بیمارستان مذکور در شهر سنت لوئیس قرار دارد و یک بیمارستان آموزشی است که با مرکز علوم پزشکی دانشگاه واشینگتن در سن‌لوئیس وابسته است.
نشریهٔ U.S. News and World Report در سال ۲۰۱۲ این مرکز درمانی را در ۱۵ گرایش تخصصی در زمره بیمارستانهای ممتاز در کل کشور آمریکا قرار داد.